# Kentarō Takekuma
Kentaro Takekuma (竹熊 健太郎, Takekuma Kentarō) est un auteur de manga.
Il fait partie des auteurs de Even a Monkey Can Draw Manga (en). Il est également le scénariste de Super Mario Adventures (en).
En 2008, il écrit avec Naoki Urasawa un livre dérivé de la série 20th Century Boys, 20 seiki shōnen tanteidan (20世紀少年探偵団, lit. « Équipe de détectives 20th Century Boys »).